# Rubus floricomus
Rubus floricomus är en rosväxtart som beskrevs av Blanchard. Rubus floricomus ingår i släktet rubusar, och familjen rosväxter. Inga underarter finns listade i Catalogue of Life.